# District de Raigarh
Le district de Raigarh est un district  de l'état du Chhattisgarh en Inde.

## Description
Au recensement de 2011, sa population compte 1 493 984 habitants pour une superficie de 7 086 km2.
Son chef-lieu est la ville de Raigarh. 